# Србадија. Часопис за забаву и поуку
Србадија. Часопис за забаву и поуку је био српски периодични часопис који је излазио у Београду (1881—1883) једном месечно, сваког 15. дана у месецу, у свескама у 6 табака у кварт формату. Часопис су покренули браћа Ћурчић (Петар и Стеван), да би после двогодишњег излажења уређивање преузели Ђорђе Поповић-Даничар и Драгутин Илић. Према Велибору Глигорићу, Србадија је имала потенцирано обележје патриотског, националистичког листа посвећеног Српству. Почела је излазити у времену обележеном по веома богатој издавачкој делатности у периодици, од које вреди истаћи Летопис, Јавор, Отаџбину, Српску зору, Српске илустроване новине, Побратимство, Вечерњачу и др. Међутим, како истиче Душан Иванић, то је уједно и време малаксавања српских периодичних издања у Бечу и брзог гашења неких од новопокренутих гласила. Како указује Димитрије Вученов, Србадија је заузимала посебно место међу поменутим часописима, јер је била донекле повезана са српском књижевном периодиком у Бечу и Новом Саду. Ту повезаност поменути објашњава личношћу главног уредника Стевана Ћурчића и његовог наследника Ђорђа Поповића-Даничара. Иза обојице је стајало искуство стечено уређивањем истоимене периодике из Беча Србадије, односно новосадског часописа Данице (по којој је, иначе, Поповић добио свој надимак). Отуда потиче и та двојност у београдском часопису, мешавина традиционалнога и новога, коју су из поменутих средина унела ова двојица уредника. Према томе, како закључује Вученов, Србадија представља часопис прелазног карактера и књижевне толераниције, али исто тако заузима нејасно и недовољно одређено место у опредељивању према књижевним школама и правцима, идејама и схватањима.

## Покретање часописа и његово трајање
Србадија је кренула са излажењем почетком 1881. године. Те године је изашло 12 свезака на укупно 588 страна. Према Вученову, неизвесно је шта је претходило покретању часописа јер нису сачувана никаква сведочанства о томе. Он претпоставља да је Ћурчић по свом доласку у Београд био пун уредничких амбиција. За разлику од њега, на једном месту код Васе Стајића стоји да је Ћурчић пренео Србадију из Беча у Нови Сад током 1880. године и да је као образложење за тај поступак навео да културни центар треба да буде тамо где и политички.
Часопис је најављен у сомборском недељнику Родољубу као „продужење оне Србадије која је пре 6 година излазила са сликама у Бечу”. Између осталог, у овом позиву уредник Ћурчић поручио је публици следеће:
| „                                           | Србадија, коју ево поново покрећемо, неће као пређе бити илустрован лист, јер такав већ постоји у Бечу, него ће бити часопис за забаву и поуку — и то јефтин лист, приступачан свима и свакоме. Наша је намера да дамо публици у руке часопис, који ће је забављати и поучавати, а у тој цељи доносиће Србадија песме, приповетке и приче из народног живота, путничке црте, новеле, романе и разне поучне чланке... Ми нећемо жалити ни труда ни трошка да Србадија у сваком погледу буде што угледније, а надамо се да ће се Срби и Српкиње својски одазвати нашем часопису, који је намењем најширем кругу — свој Србадији | ” |
| — Родољуб (1881). год. III, бр. 5, стр. 43. | |   |

Међутим, како истиче Вученов, часопис је и поред национално-романтичног призвука био осуђен да буде пролазна појава у српском књижевном животу. За разлику од, на пример Отаџбине која је имала свог донатора, или Летописа који је имао читаву установу иза себе — Матицу српску, Србадија је била принуђена да се ослања само на претплату и претплатнике, као и на „почек” у штампарији. Претпоставка да ће часопис моћи да се одржи путем претплате није била, како истиче Вученов, својствена само покретачу Србадије, већ и многима другима. Осим тога, часопис је тежио да продре и до српских читалаца у Аустроугарској. Ипак, како оцењује Вученов, ни то није помогло да се он одржи, а као разлог за то наводи конкуренцију (постојање девет књижевних часописа) и релативно танак слој читалачке публике.
По Вученову, живот часописа Србадије може се поделити на две етапе:
1. на етапу браће Ћурчић, која је трајала током 1881. и 1882. године те за време које је Стеван деловао као уредник и одговорни уредник, а Петар као власник и издавач
2. на етапу нових уредника — Ђорђа Поповића-Даничара, а затим и Драгутина Ј. Илића —, и новог власника и издавача — Светозара Николића —, која је трајала током 1883. године

## Програм часописа
Према Вученову, неког посебног израђеног програма Србадије нема. Његова делимична замена могло би да буде већ поменути „Позив на претплату”. С тиме се слаже и Иванић, наводећи да уређивачки концепт ни у једној етапи није јасно обележен и да се у поменутом позиву саопштавају тривијалне идеје о књижевности:
| „                                           | Лепа књижевност (белетристика) свију народа износи пред очи добре и рђаве ствари, племените и себичне црте појединаца, она је једна од синова општег образовања народног. Наш часопис неговаће ту лепу књижевност... | ” |
| — Родољуб (1881). год. III, бр. 5, стр. 43. | |   |

По начину уређивања и остваривања садржаја часописа, како оцењује Вученов, пре би се могао донети закључак о еклектичкој програмској политици него што би се могло рећи да је Србадија преузела или се у потпуности ослонила на програм једне књижевне школе, правца или струје. Битна црта њене програмске политике у уредничком доприносу јесте инсистирање на јачању јединственог националног осећања.